# Gabriele Paleotti
Gabriele Paleotti (Bologna, 4 ottobre 1522 – Roma, 23 luglio 1597) è stato un cardinale e giurista italiano, arcivescovo di Bologna dal 1566, importante figura dell'epoca della Controriforma.

## Biografia

### Le prime occupazioni
Secondo dei cinque figli di Alessandro, accademico e canonista, e Gentile della Volta, si addottorò in utroque iure presso l'Università di Bologna nel 1546 e iniziò a insegnare giurisprudenza nella stessa università; fu anche avvocato di camera del senato bolognese.
Ricevuti gli ordini minori nel 1549, venne nominato canonico del capitolo della cattedrale di Bologna e dal 1556 fu giudice uditore del tribunale della Rota Romana.

### Partecipazione al concilio di Trento
Per incarico di papa Pio IV, nel 1562 partecipò al Concilio di Trento come consultore, canonista, rappresentante della Rota e redattore delle bozze dei decreti per la commissione. Collaborò con il cardinale Morone e riformisti conciliaristi, scontrandosi con i curiali favorevoli all’accentramento papale. Dopo il concilio il pontefice, su suggerimento di Morone, lo innalzò alla dignità cardinalizia nel concistoro del 12 marzo 1565, con la diaconia dei Santi Nereo ed Achilleo, ed entrò a far parte di quella che sarebbe diventata la Congregazione del Concilio con la quale aveva collaborato fin dalla sua istituzione nel 1564. Dagli appunti tratti quotidianamente durante le sessioni, trascrisse gli atti del concilio, poi riuniti negli Acta concilii Tridentini.

### Vescovo di Bologna
Fu eletto vescovo di Bologna il 30 gennaio 1566 e fu ordinato sacerdote nella Basilica di Santa Maria Maggiore a Roma l'8 febbraio 1566: il 10 febbraio successivo fu anche consacrato vescovo nella stessa chiesa da Carlo Borromeo; sotto il suo governo (1582), Gregorio XIII elevò la sede episcopale di Bologna al rango di arcidiocesi metropolitana. Nella sua attività pastorale seguì i decreti conciliari, mantenendo fede all’obbligo di residenza; infatti lasciò la sua diocesi solo in occasione dei conclavi del 1572 e 1585, del giubileo del 1575 e per trattare questioni riguardanti la Chiesa bolognese. La sua opera moralizzatrice tentò di disciplinare il clero; per farlo fondò l’Oratorio della cattedrale, affidato ai Gesuiti, e con più frequenti riunioni del sinodo diocesano, per migliorare i difficili rapporti tra il vescovo e i canonici della cattedrale, il cui potere decisionale venne limitato dalle prerogative episcopali. Se il clero secolare si adeguò in parte ai nuovi canoni, gli ordini religiosi del clero regolare non videro modificati i loro privilegi e la loro indipendenza. Contemporaneamente tentò anche di educare il popolo; furono fondate varie confraternite laiche dediche alla catechesi dei giovani e all’assistenza ai poveri. Il Paelotti preferì applicare i decreti tridentini attraverso l’insegnamento catechistico e l’esempio comportamentale della classe dirigente e del clero, tentando di ricorrere il meno possibile alla repressione. Il 30 gennaio 1566 fu promosso cardinale presbitero e trasferito al titolo dei Santi Giovanni e Paolo (poi a quelli di San Martino ai Monti e di San Lorenzo in Lucina). Nel 1586 fu nominato cardinale vescovo di Albano e di Sabina e si trasferì definitivamente a Roma.

### Ultimi anni a Roma
Venne nominato presidente della Congregazione delle Cose Pie per l’assistenza ai poveri durante la carestia del 1590-93. Nei quattro conclavi in questo stesso periodo fu uno dei candidati all’elezione, con il favore del partito filo spagnolo. Non venne eletto sia per non aver mostrato interesse alla carica sia per la sospetta vicinanza sua e della sua famiglia ai duchi di Nevers e agli Ugonotti. Nel 1592 venne eletto Clemente VIII, che portò avanti con decisione il progetto di indebolire il collegio cardinalizio in favore della sua carica. Per criticare questo tentativo, Paleotti scrisse il De sacri consistorii consultationibus, per indicare i compiti dei cardinali, giustificandone l’esistenza. L’opera venne criticata come un attacco al pontefice per limitarne i poteri. L’isolamento per queste sue posizioni, unito alla morte di vari amici e collaboratori e i problemi di salute, lo portarono ad allontanarsi dalla vita pubblica; continuò comunque a gestire la diocesi cardinalizia di Sabina e la Chiesa bolognese, per applicare i decreti conciliari. Dal 1591 fu nominato protettore dei cristiani maroniti, prodigandosi per la riconciliazione delle Chiese d’Oriente con la Chiesa di Roma.
Morì nel 1597 e venne sepolto nella cattedrale metropolitana di San Pietro a Bologna.

### IlDiscorso intorno alle imagini sacre et profane
Nel 1582 pubblicò il celebre Discorso intorno alle immagini sacre e profane, che volle istruire gli artisti e anche i committenti della diocesi di Bologna. L’opera è divisa in 5 libri: nel primo si giustifica teologicamente l’esistenza delle immagini sacre dalle accuse di idolatria dei riformatori protestanti e si indica come venerarle secondo la dottrina cattolica; sono spiegate la liceità e l’utilità delle immagini profane. Nel secondo libro si descrivono gli errori che si possono trovare nell’arte. Viene affermato che questa deve portare un messaggio conforme al cristianesimo e rappresentare la realtà; di conseguenza sono considerati abusi i contenuti erronei (non conformi a dati e fatti noti), eretici, immorali (portatori di un messaggio non cristiano) e irrealistici (che non rispecchiano la realtà della natura). In questa categoria rientrano le grottesche, soggetto duramente attaccato in vari capitoli del libro, viste come portatrici di messaggi sbagliati, in quanto di origine pagana, non riscontrabili nella realtà, essendo spesso figure mostruose, e inutili anche come mere decorazioni, esistendone di più aderenti al messaggio cristiano. Dei restanti tre libri restano solo gli indici e pochi frammenti del terzo e del quarto: questi parlano rispettivamente di immagini lascive e del corretto modo di rappresentare soggetti religiosi. Il quinto descrive invece come decorare luoghi ecclesiastici e laici. Per finire, si descrive lo stile di vita e lavoro più corretto per un artista cristiano. 
Alcuni artisti bolognesi dell'epoca, ed in particolare i cugini Carracci, ebbero un ruolo rilevante nel passaggio da un linguaggio figurativo ancora legato a canoni tardo-manieristici ad un nuovo stile più immediato e comprensibile e più capace di stimolare i sentimenti di devozione degli osservatori, stile che meglio si prestava alle nuove esigenze di culto. Tuttavia la grandiosità, il trionfalismo e l’uso di allegorie e dettagli paganeggianti nell’arte ufficiale della Chiesa, spinsero il cardinale verso un generale pessimismo nei confronti delle possibilità di riforma; a causa di questo pessimismo, nel 1596 Paelotti scrisse il De tollendis imaginum abusibus novissimo consideratio, con il quale suggerì di reprimere gli errori attraverso la creazione di un Indice delle pitture proibite. Questo non fu mai realizzato perché la Chiesa della controriforma, nel corso della sua risposta ai riformatori, volle evitare di mostrare la presenza di divisioni interne. Anche a Bologna l’opera riformatrice durò solo fino a quando Paleotti restò nella sua sede a vigilare sul lavoro degli artisti e sulle richieste dei committenti.

### Altre opere
Fu anche autore di numerose opere giuridiche, tra cui il De nothis et spuriis filiis (1550), sullo stato giuridico inferiore dei figli illegittimi, e il De bono senectutis, stampato a Roma nel 1595 e riedito sempre a Roma nel 1597 nella versione italiana dell'agostiniano Pietro da Rombino, sulla centralità dell’uomo nel creato e sulla vecchiaia come momento di massima saggezza, grazie all’esperienza accumulata negli anni precedenti. Proprio grazie a queste conoscenze e alla consapevolezza che l’età porta, l’anziano è in grado di fare uso del libero arbitrio e della grazia divina per pentirsi e redimersi dei peccati commessi in precedenza.

## Conclavi
Il cardinale Paleotti partecipò a tutti i conclavi che ebbero luogo durante il suo periodo di cardinalato:
- Conclave del 1572, che elesse papa Gregorio XIII
- Conclave del 1585, che elesse papa Sisto V
- Conclave del settembre 1590, che elesse papa Urbano VII
- Conclave dell'ottobre-dicembre 1590, che elesse papa Gregorio XIV
- Conclave del 1591, che elesse papa Innocenzo IX
- Conclave del 1592, che elesse papa Clemente VIII

## Genealogia episcopale e successione apostolica
La genealogia episcopale è:
- Arcivescovo Filippo Archinto
- Papa Pio IV
- Cardinale Giovanni Antonio Serbelloni
- Cardinale Carlo Borromeo
- Cardinale Gabriele Paleotti

La successione apostolica è:
- Vescovo Angelo Peruzzi (1572)
- Vescovo Nicolò Orazi (1582)
- Vescovo Claudio Marescotti, O.S.B. (1587)
- Vescovo Achille Sergardi (1587)
- Cardinale Ludovico de Torres (1588)
- Vescovo Marco Antonio Salomone (1591)

## Opere
- (LA) Gabriele Paleotti, De nothis spuriisque filiis liber, Francoforti ad Moenum, apud Nicolaum Basseum, 1573.
- Gabriele Paleotti, Discorso intorno alle imagini sacre et profane diuiso in cinque libri, Bologna, 1582. URL consultato il 7 giugno 2019.
- (LA) Gabriele Paleotti, De bono senectutis, Romae, ex Typographia Aloysij Zannetti, 1595.